# Richard Dawson
Richard Dawson; właśc. Colin Lionel Emm (ur. 20 listopada 1932 w Gosport w hrabstwie Hampshire, zm. 2 czerwca 2012 w Los Angeles) – amerykański prezenter telewizyjny oraz aktor filmowy i telewizyjny pochodzenia brytyjskiego.
W latach 1976–85 i 1994-95 był prowadzącym teleturnieju Family Feud (odpowiednik polskiej Familiady). Najsłynniejszą aktorską kreację stworzył w filmie science fiction pt. Uciekinier (1987) z Arnoldem Schwarzeneggerem w roli głównej. Zagrał w nim Damona Killiana, bezwzględnego twórcę i gospodarza programu telewizyjnego pt. The Running Man, w którym skazani za przestępstwa podejmują próbę ucieczki przed ścigającymi ich zawodowymi zabójcami. Rola ta była swoistą parodią prowadzących amerykańskie teleturnieje i programy telewizyjne.
Zmarł w następstwie komplikacji związanych z chorobą nowotworową.

## Filmografia
Filmy:
- Najdłuższy dzień (1962) jako brytyjski żołnierz
- Obietnice! Obietnice! (1963)
- Król szczurów (1965) jako kpt. Weaver
- Diabelska brygada (1968) jako szeregowy Hugh MacDonald
- Uciekinier (1987) jako Damon Killian

Seriale TV:
- Po tamtej stronie (1963-65) jako Oliver Fair (gościnnie, 1964
- Spotkanie z Alfredem Hitchcockiem (1962-65) jako Robert Johnson (gościnnie, 1964)
- Zuchy Hogana (1965-71) jako kapral Peter Newkirk
- Wyspa Fantazji (1977–1984) jako Harry Beamus (gościnnie, 1978)
- Statek miłości (1977–1986) jako Bert Buchanan (gościnnie, 1978)